# 112 Eskadra Myśliwska (1 plot)

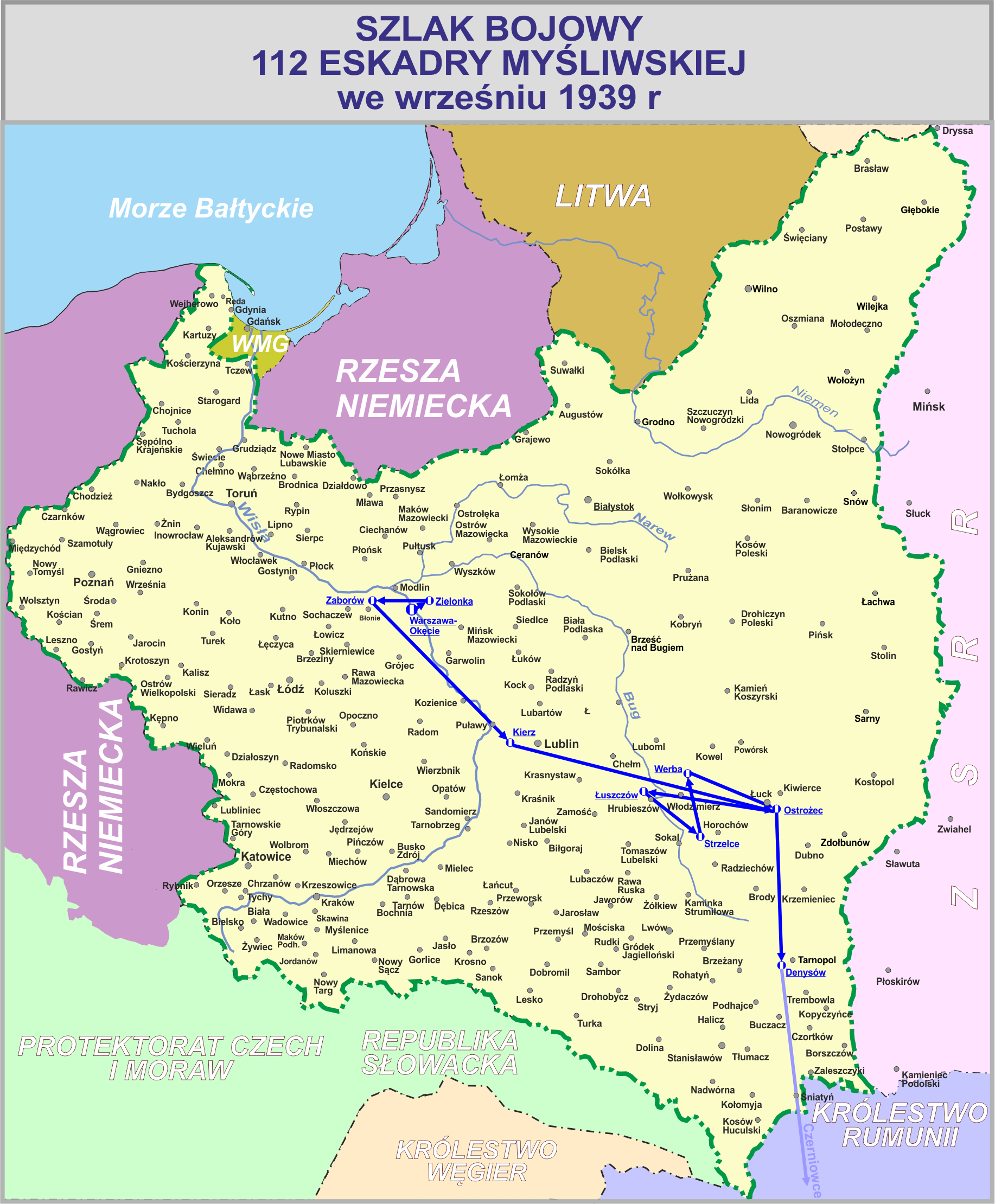

112 eskadra myśliwska – pododdział lotnictwa myśliwskiego Wojska Polskiego w II Rzeczypospolitej.
Eskadra powstała w 1919 na bazie francuskiej 580 eskadry salmsonów.
W 1920 otrzymała nazwę 18 eskadra wywiadowcza. W 1921, po scaleniu z 19 eskadrą myśliwską powstała nowa 18 eskadra myśliwska.
W 1925 przemianowana została na 122 eskadrę myśliwską, a trzy lata później na 112 eskadrę myśliwską.
W kampanii wrześniowej 1939 eskadra walczyła w składzie Brygady Pościgowej
Godło eskadry:
- dwa białe poziome prostokąty na tle czerwonego kwadratu z białą obwódką,
- „Walczący Kogut” w kolorze czarnym na tle równobocznego, jasnoniebieskiego trójkąta z obwódką srebrną.

## Rodowód 112 eskadry
18 eskadra myśliwska
W 1919 w skład Armii Polskiej we Francji włączona została francuska 580 eskadra Salmsonów. W czerwcu tego roku eskadra przybyła do Polski na lotnisko w Piotrkowie i weszła w skład Grupy Lotniczej armii gen. Hallera, późniejszej V Grupy. Pod koniec września 1919 francuski personel latający zastąpiony został przez polskich lotników. Pododdział uzbrojony był w samoloty Salmson 2A2.
W związku z przygotowywaną akcją zajęcia Pomorza, eskadra weszła w skład IV Grupy Lotniczej. Z chwilą opanowania Ziemi Pomorskiej, miała ona stacjonować na lotnisku toruńskim. Przegrupowała się tam z początkiem lutego 1920.
Już w kwietniu została przesunięta na lotnisko Zahacie skąd działała na korzyść dowódcy Frontu Litewsko-Białoruskiego. Piloci latali aż pod Psków i Witebsk. W maju eskadrę wzmocnili piloci reorganizowanych 1. i 11 eskadry wywiadowczej.
W lipcu jednostka została przemianowana na 18 eskadrę wywiadowczą.
W tym czasie eskadra operowała w składzie IV dywizjonu lotniczego działając na korzyść 1 Armii. Ofensywa sowiecka zmuszała jednostkę do częstych zmian lądowisk. Były to między innymi Mołodeczno, Duniłowicze, Królewszczyzna, Parafianów i Dokszyce. W Lidzie 18 eskadra dysponowała tylko jednym samolotem. Dowództwo podjęło decyzję wycofania jednostki do Bydgoszczy, a następnie do Torunia w celu reorganizacji. Tutaj 18 eskadra wraz z 4 eskadrą utworzyły lotniczy dywizjon rezerwowy.
Zdecydowano 18 eskadrę wyposażyć w samoloty myśliwskie. Dla realizacji tej decyzji przeniesiono ją do Warszawy, a potem do Grudziądza. Tu, jeszcze przed otrzymaniem samolotów, zastał ją rozejm i eskadra działalności bojowej już nie kontynuowała.
Na mocy rozkazu z 18 stycznia 1921 roku 18 eskadra wywiadowcza połączona została z 19 eskadrą myśliwską. W wyniku scalenia powstała nowa 18 eskadra myśliwska w Dęblinie.
19 eskadra myśliwska
W maju 1919 wraz z Błękitną Armią przybyła na lotnisko mokotowskie w Warszawie francuska 162 eskadra myśliwska. Jej wyposażenie stanowiły samoloty Spad.
W okresie zimowym 1919/1920 eskadra prowadziła intensywne szkolenie polskich pilotów w akrobacji i walkach powietrznych. W kwietniu 1920 odleciała na lotnisko Zołdzin i działała w składzie Frontu Litewsko–Bialoruskiego. W tym czasie posiadała 3 pilotów, a na jej uzbrojeniu było 6 samolotów Spad S.VII. W tym czasie zmieniono jej nazwę na 19 eskadrę myśliwską. Z lotniska Zołdzin startowali: por. pil. Antoni Mroczkowski, ppor. pil. Stefan Pawlikowski i pchor. pil. Władysław Turowski. Tylko w maju wykonali oni 52 zadania bojowe. 6 maja por. Mroczkowski uzyskał dla eskadry pierwsze zwycięstwo powietrzne. W kilka dni później w Maczy ppor. Pawlikowski zestrzelił balon obserwacyjny. Kolejny balon, tym razem nad stacją kolejową Pryjemino, zestrzeliła para: ppor. Pawlikowski i pchor. Władysław Turowski. W starciu z sowieckimi myśliwcami ich samoloty bardzo ucierpiały. 14 maja wcielono do 19 eskadry czwartego pilota – pchor. pil. Eugeniusza Guttmejera.
W trakcie wykonywania osłony własnych samolotów zwiadowczych, dochodziło do starć powietrznych. W trakcie jednej z takich walk samolot ppor. Pawlikowskiego został zmuszony do awaryjnego lądowania. Przyczyną były przestrzelone zbiorniki benzyny. 28 maja ppor. Pawlikowski i pchor. Eugeniusz Guttmejer odnieśli kolejne zwycięstwa powietrzne. W innej walce zestrzelony został samolot pchor. Władysława Turowskiego, a sam pilot doznał ciężkich obrażeń.
W walkach odwrotowych 19 eskadra wykonywała zadania szturmowe. W tym czasie operowała z lądowisk Żołdzin, Mińsk Litewski i Baranowicze
Pod koniec lipca eskadrę wycofano do Warszawy. Tam miała otrzymać angielskie samoloty Sopwith „Delfin” i stanowić obronę powietrzną stolicy. Ponieważ samoloty sowieckie nie atakowały Warszawy, eskadra ponownie przeszła do działań szturmowych. Z początkiem sierpnia do jednostki przybyli porucznicy: Stanisław Bogusz i Stanisław Gołębiowski, a podchorążowie: Guttmejer i Turowski mianowani zostali podporucznikami. W czasie sierpniowych walk ppor. Guttmejer został zestrzelony, ulegając przy tym poparzeniom i kontuzji.
Do końca września eskadra przebywała w Warszawie. W tym czasie została przezbrojona w samoloty Spad S.XIII. Do eskadry dołączyli: podporucznicy Zbigniew Bieniawski i Wiktor Ryl oraz plut. Edward Walerjańczyk. Przystępując po raz kolejny do działań bojowych, eskadra stacjonowała kolejno na lotniskach Prużana, Brześć, Słonim oraz Baranowicze. Swój szlak bojowy w wojnie polsko-bolszewickiej zakończyła lotem grupowym nad Mińsk Litewski.
W styczniu 1921 personel eskadry wcielono do nowej 18 eskadry myśliwskiej.
Nowa 18 eskadra myśliwska
W maju 1921 rozpoczęto organizację 1 pułku lotniczego w Warszawie. Zreorganizowana 18 eskadra myśliwska weszła w skład III dywizjonu myśliwskiego tegoż pułku. Z uwagi na szczupłość miejsca w Warszawie, do połowy 1922 eskadra czasowo nadal stacjonowała w Dęblinie. Na wyposażeniu eskadry znajdowały się wówczas samoloty francuskie Spad VII. Od 1922 eskadra wymieniła sukcesywnie samoloty Spad VII na Spad S.XIII. Pod koniec 1923, w ramach unifikacji sprzętu w pułkach, przydzielono jej samoloty Ansaldo A.1 Balilla. Nadal jednak eskadra posiadała braki w stosunku do stanu etatowego. W 1925 18 eskadra myśliwska przemianowana została na 122 eskadrę myśliwską
122 eskadra myśliwska
122 eskadra myśliwska tworzyła wraz ze 121 eskadrą III dywizjon myśliwski 1 pułku lotniczego.
W czasie letnich manewrów na Wołyniu, klucz eskadry wszedł w skład tzw. „eskadry manewrowej”. Używane przez eskadrę samoloty „Balilla” nie cieszyły się dobrą opinią, ponieważ bardzo często dochodziło na nich do wypadków.
Od jesieni 1926 rozpoczęto wycofywanie z eskadry „Balilli” i przezbrajanie w samoloty Blériot-SPAD S.61C1. W 1927, podczas letnich ćwiczeń, eskadra operowała z lotniska Ostrowiec Świętokrzyski. Z końcem 1927 rozpoczęła się wymiana Spadów S.61C1 na Spady S.51C1, które były co prawda nieco wolniejsze, ale miały dużo lepszą wytrzymałość konstrukcyjną. Dzięki temu, na nowym myśliwcu można było bez większych ograniczeń trenować akrobacje. W oparciu o rozkaz MSWojsk. L.dz. 412/tjn.Org. z 2 sierpnia 1928, dowódca 1 pułku lotniczego swoim rozkazem dziennym nr 185/28 przemianował 122 eskadrę myśliwską na 112 eskadrę myśliwską.

## 112 eskadra myśliwska w okresie pokoju

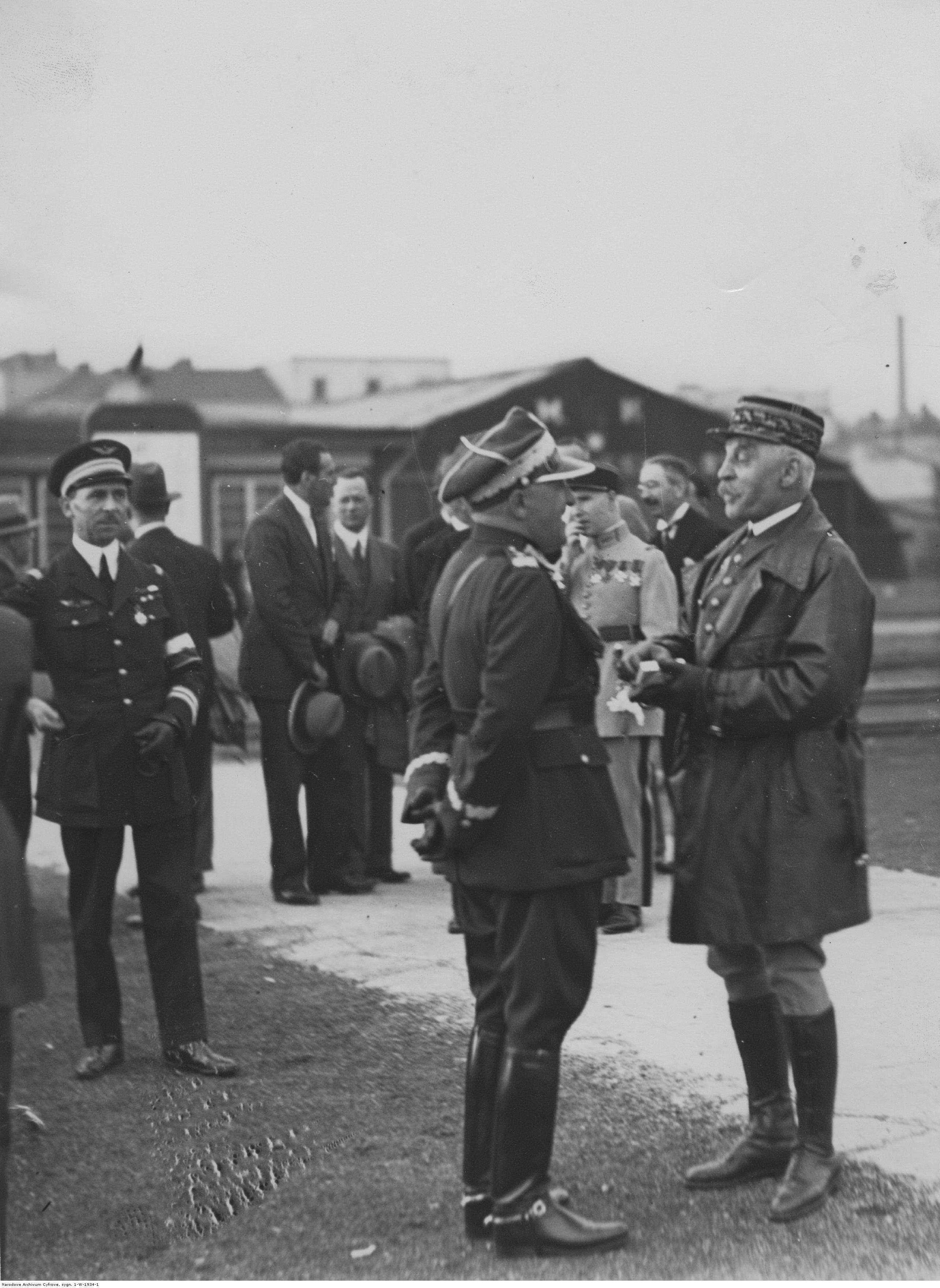
Inspektor francuskiego lotnictwa gen. Émile Hergault z wizytą w Warszawie – powitanie na lotnisku mokotowskim

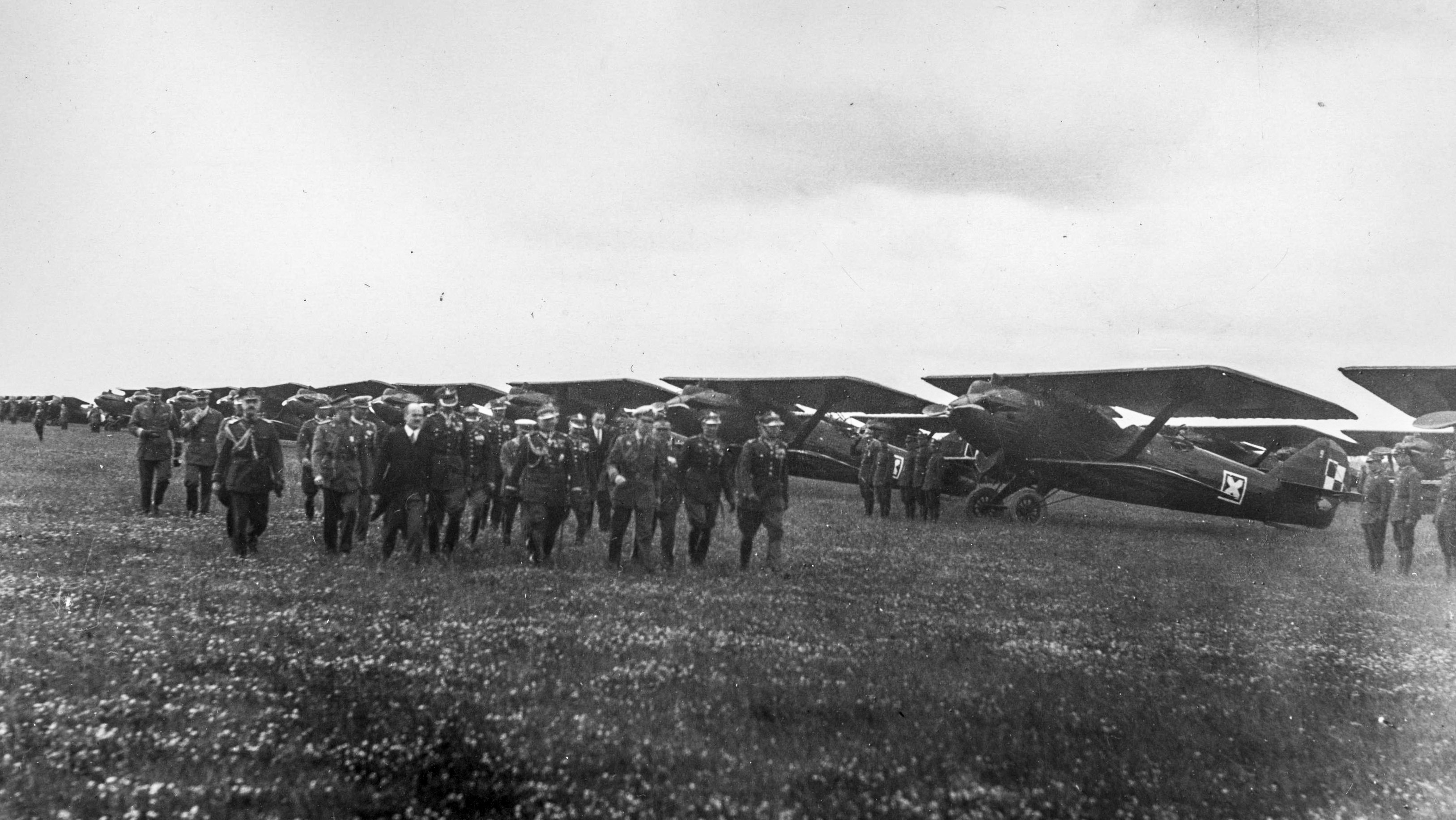
Wizyta brata króla Rumunii księcia Mikołaja – przegląd 1 plot na Okęciu

Zmiana numeru eskadry była podyktowana koniecznością usystematyzowania nazw eskadr myśliwskich i nie wnosiła nic nowego w zakresie organizacji, wyposażenia  i szkolenia.
W 1929 dowódca pułku wyznaczył pilotów do udziału w międzynarodowych zawodach lotniczych. Ze 112 eskadry byli to: por. pil. Stanisław Grzybowski – Międzynarodowe Zawody Lotnicze Pilotów Myśliwskich w Bukareszcie, por. pil. Franciszek Żwirko – Międzynarodowy Rajd Awionetek w Paryżu.
W pułkowych zawodach lotniczych w konkurencji „pięciobój pilotów myśliwskich” chor. pil. Bolesław Szurlej zajął II miejsce.
Pod koniec roku stan etatowy samolotów w eskadrze powiększył się do 10 maszyn. Z powodu dużej liczby wypadków lotniczych, szef Departamentu Aeronautyki M.S.Wojsk. rozkazem L. 1531/29 z listopada 1929 nakazał bezwzględne stosowanie spadochronów. W styczniu 1930 piloci eskadry przeszli kurs spadochronowy zakończony skokiem ze spadochronem. W czerwcu szkołę ognia lotniczego piloci odbyli na poligonie Grudziądz–Grupa. W 1931 na szkołę ognia piloci ponownie polecieli do Grudziądza, a w maju klucz eskadry uczestniczy w ćwiczeniach obrony przeciwlotniczej na terenie  Białej Podlaskiej. W połowie roku eskadra otrzymała kilka maszyn Wibault 70 o konstrukcji metalowej. Jesienią na wyposażenie 112 eskadry myśliwskiej weszły samoloty PWS-10. Personel eskadry uczestniczył także w uroczystych przeglądach 1 pułku lotniczego z okazji odwiedzin: gen. Émile Hergaulta – generalnego inspektora sił lotniczych Francji, ekipy oficerów rumuńskich z płk. Constantinem Georgescu na czele, księcia Mikołaja rumuńskiego. Ponadto klucz eskadry na Spadach wziął udział w defiladzie powietrznej z okazji rocznicy odzyskania niepodległości. W 1932 piloci eskadry odbyli szkołę ognia w Grudziądzu. Na ćwiczeniach letnich w rejonie Brześcia ćwiczono z oddziałami 11 Grupy Artylerii. 
W pierwszym kwartale 1933 eskadra wymieniła posiadane Spady (PWS-10) i Wilbault na samoloty PZL P-7. Szkołę ognia i ćwiczenia letnie odbył personel eskadry na poligonie Toruń-Podgórz, a międzydywizyjne ćwiczenia taktyczne w rejonie Nowogródka. W międzynarodowym meetingu pilotów myśliwskich w Bukareszcie uczestniczyli piloci eskadry: kpt. Kazimierz Kuzian, por. Adam Kowalczyk i por. Stanisław Pietraszkiewicz. W 1934 funkcję oficerów technicznych dywizjonów i eskadr objęli oficerowie-fachowcy, posiadający przygotowanie zawodowe. W maju 1935 por. Józef Filipowicz, por. Adam Kowalczyk, por. Stanisław Pietraszkiewicz i kpr. Antoni Siudak uczestniczyli w uroczystościach pogrzebowych Marszałka Józefa Piłsudskiego. Na przełomie czerwca i lipca piloci odbyli szkołę ognia w Grudziądzu, a potem polecieli na ćwiczenia lotnicze i koncentrację na lotnisko Okęcie. We wrześniu uczestniczyli w manewrach jednostek piechoty i kawalerii na terenie Lubelszczyzny. Eskadra otrzymała następujące numery samolotów: od 50 do 59. Jesienią eskadra zaczęła otrzymywać sukcesywnie samoloty PZL P-11a. W lipcu 1936 eskadra odleciała do Lidy na ćwiczenia z wojskami lądowymi. Rozkazem dziennym nr 63/36 z 18 VII 1936 dowódca pułku zabronił lotów nad miastami. Nad Warszawą wzbronione zostały loty dzienne i nocne z wyjątkiem określonych ćwiczeń. W lipcu do eskadry KOP odkomenderowano kpr. pil. Lecha.
W sierpniu odbyła się koncentracja jednostek lotnictwa wojskowego zgrupowanych w warszawskim węźle lotnisk w Zaborowie. Eskadra ćwiczyła na poligonie Trauguttowo, a następnie w rejonie Lwów-Złoczów. Pod koniec roku jednostka otrzymała pierwsze samoloty PZL P.11c. Na tych samolotach udała się do Szwecji delegacja polskiego lotnictwa. W jej składzie był także dowódca 112 eskadry myśliwskiej kpt. pil. Stanisław Pietraszkiewicz.
W 1937 szkołę ognia przeprowadzono na poligonie Trauguttowo, a ćwiczenia letnie odbyły się na terenie Wielkopolski i Pomorza. 16 marca 1938 eskadra w trybie alarmowym z ostrą amunicją odleciała na lotnisko Porubanek. Po kilkudniowym pobycie i wykonaniu paru lotów wzdłuż granicy polsko-litewskiej, Zgrupowanie Myśliwskie, w tym 112 eskadra, powróciło na Okęcie. Na przełomie maja i czerwca 1938 klucz por. Kowalczyka wziął udział w ćwiczeniach zorganizowanych w 2 pułku lotniczym. Podczas ćwiczeń testowano radiostacje pokładowe NZL/M montowane na samolotach P.11. W lipcu eskadra uczestniczyła w ćwiczeniach OPL w Dęblinie, a we wrześniu odbyła szkołę ognia na poligonie Rembertów. Także we wrześniu eskadra wzięła udział w ćwiczeniach wojskowych na Wołyniu, które odbywały się w okresie dużego napięcia politycznego związanego z prowokacyjnymi działaniami III Rzeszy wobec Czechosłowacji. Czechosłowacja związana była traktatem wojskowym z ZSRR, który gotów był wysłać swoje wojska na pomoc. Jedne z największych manewrów, jakie miały miejsce w okresie II RP, miały pokazać władzom sowieckim, że Polacy nie pozwolą ani na przemarsz Armii Czerwonej przez Polskę, ani na przeloty nad swoim terytorium sowieckich samolotów. W manewrach wołyńskich udział wzięło: pięć dywizji piechoty, trzy brygady kawalerii, jedna brygada zmotoryzowana, jednostki pancerne, artylerii, łączności oraz samoloty z 1., 2., 3. i 6. pułku lotniczego. Jesienią została przesunięta na lotnisko w Pszczynie i wzięła udział w akcji „Zaolzie”.

## Działania eskadry w 1939
Na przełomie 1938 i 1939 roku sytuacja międzynarodowa stawała się coraz bardziej napięta. III Rzesza zażądała  przyłączenia Wolnego Miasta Gdańska do Niemiec i budowy eksterytorialnej autostrady pomiędzy Prusami Wschodnimi a Pomorzem Zachodnim. W związku z wypłynięciem ze Szczecina eskadry niemieckich okrętów, które miały zająć litewską Kłajpedę, 23 marca 1939, ogłoszona została częściowa mobilizacja Wojska Polskiego. Polskie władze obawiały się, że Niemcy mogą część z tych okrętów skierować do Wolnego Miasta Gdańska. Zintensyfikowało prace nad przygotowaniem sieci dozorowania. W dniach od 22 do 25 marca eskadra uczestniczyła w ćwiczeniach obrony przeciwlotniczej Warszawy. Tak wspominał to ówczesny pilot esakdry — ppor. Witold Łokuciewski:

Na przedpolach Warszawy prowadziliśmy ćwiczenia w przyłapywaniu pozorowanego nieprzyjaciela. Gdy „nieprzyjacielem” był powolny R.XIII lub Fokker, udawało się przechwycić go daleko przed celem. Gorzej było, gdy nieprzyjaciela udawał szybki „Łoś” – wówczas nieraz udawało mu się wymknąć. Dało to nam wiele do myślenia. Wiedzieliśmy bowiem, że niemieckie bombowce latają z dużą prędkością.

W okresie letnim klucze 112 eskadry brały udział w zasadzkach organizowanych na terenie  Mazowsza i Suwalszczyzny. Do eskadry przydzielono trzech podchorążych – absolwentów SPL Dęblin i czterech  SPLdM Krosno.
Mobilizacja eskadry
Czynności mobilizacyjne zrealizowano w eskadrze w dniach 23 i 24 sierpnia na lotnisku Okęcie. Personel 112 eskadry oczekiwał rozkazów będąc „skoszarowany” na lotnisku. w nocy z 26 na 27 sierpnia na lotnisko alarmowe odjechał rzut kołowy. 30 sierpnia rzut powietrzny odleciał na polowe lotnisko Zielonka.
Walki eskadry we wrześniu 1939
W kampanii wrześniowej 1939 eskadra walczyła w składzie Brygady Pościgowej, operując z lotniska Zielonka sześcioma samolotami PZL P.11c i czterema PZL P.11a (z czego 6 wyposażonych było w radiostację ).
1 września około 7.00 eskadra pod dowództwem kpt. pil. Tadeusza Opulskiego wystartowała na spotkanie z niemiecką wyprawą bombową kierującą się ku Warszawie. Po dołączeniu nad Legionowem pilotów IV/1 dywizjonu myśliwskiego, całość Brygady Pościgowej skręciła na północ. Starcie nastąpiło nad rozlewiskiem Bugonarwi. Walka trwała około pół godziny. W jej efekcie nie dopuszczono Niemców do stolicy. Około 12.00 dwa klucze eskadry startowały po raz drugi. W walce nad Wilanowem powstrzymano kolejną grupę bombowców. Por. Okrzeja z małej odległości zestrzelił Dorniera. Pozostałe samoloty zawróciły do Prus Wschodnich. O 16.00 nastąpił kolejny start. W rejonie Modlina eskadra rozproszyła grupę niemieckich bombowców. Tylko nielicznym samolotom Luftwaffe udało się dotrzeć nad stolicę. 2 września piloci eskadry startowali kilkakrotnie, ale do bezpośrednich spotkań z wrogiem nie doszło. Niemcy zmienili taktykę, nadlatując ku Warszawie równocześnie z kilku stron małymi formacjami. Były to swoiste działania demonstracyjne. W czasie, kiedy Brygada Pościgowa goniła „prowokatorów”, nad stolice nadlatywały inne grupy bombowców zrzucając ładunek bomb na miasto pozbawione osłony powietrznej.
Rano 3 września startowały dwa klucze eskadry pod dowództwem kpt. Opulskiego i por. Łapkowskiego. Walka rozegrała się nad Wyszkowem. Porucznik Cebrzyński zestrzelił Messerschmitta. W tym czasie ranny dowódca dywizjonu kpt.  Zdzisław Krasnodębski  ratował się przy użyciu spadochronu. Asekurował go por. Cebrzyński i kpt. Opulski. Ranny i poparzony kpt. Krasnodębski pozostawał w dywizjonie dowodząc aż do jego rozwiązania w Rumunii. Tego dnia eskadra otrzymała jako uzupełnienie jedną P-11 z Bazy w Dęblinie. Wieczorem eskadra otrzymała rozkaz zmiany lotniska. O świcie 4 września samoloty eskadry odleciały do Zaborowa. Po południu zostały włączone do akcji zwalczania coraz bardziej zmasowanych wypraw bombowych. 5 września około 10.00 klucz ppor. Daszewskiego włączył się do starcia nad Kampinosem. Dowódca klucza zestrzelił 1 Ju-87, a o 12.00 ppor. Strzembosz, mianowany dowódcą klucza w 111 eskadrze, zestrzelił asa „Legionu Condor” – mjr. Hammesa.
Po południu wystartowały samoloty kpt. Opulskiego, pchor. Nowakowskiego, plut. Krawczyńskiego, kpr. Góreckiego i st. szer. Cichockiego. W rejonie Zakroczymia, spotkali formacje Do–17 i Ju–87 kierujące się nad stolicę. Przebieg walki tak odnotował kpt. Opulski:

Patrolujemy w sektorze 6. Około godziny 14.00 dojrzałem dwie grupy Ju-87 i Do-17 zmierzające prawdopodobnie nad stolicę. Dałem znać pilotom, by zaatakować z przewagi wysokości. W czasie tego manewru zostaliśmy zaatakowani niespodziewanie przez wiele Messerschmittów. Od ich pierwszego ataku trafiony samolot pchor. Nowakowskiego zapala się i ostrą piką leci ku ziemi. Dojrzałem odrywającą się od płonącej maszyny skuloną sylwetkę pilota. Nie wiem co z nim się stało dalej [...]. Mimo strat atakujemy ostatnią trójkę Junkersów. Atak udany, garbaty Ju–87 wypada z szyku i bezwładnie sunie ku ziemi. Ale znowu pojawiają się Messerschmitty. Ich pomarańczowe „pyski” szybko rosną w oczach [...] Kolejne celne serie niemieckich myśliwców dochodzą „8” kpr. Góreckiego, który pionowym lukiem odchodzi niżej i ginie z oczu. Jesteśmy osaczeni przez ziejące ciągłym ogniem „Messery”. Daję znać Krawczyńskiemu, że odchodzimy z boju. Trzeba się ratować... Jutro też będą Junkersy lecieć nad Warszawę... ”.

Po południu startowały  klucze por. Okrzeja oraz por. Łapkowskiego. Przebieg tego dramatycznego patrolu tak relacjonował jego uczestnik – ppor. Łokuciewski:

[...] Patrolujemy na północny wschód od Warszawy. W 20 minut po starcie spotykamy nad Wyszkowem ciągnących kursem na Warszawę 9 Dornierów. Lecą niżej, na lewo od nas. Skręcamy i atakujemy z tylu i z góry. Dzięki przewadze wysokości szybko zbliżamy się do Niemców. Od ostatniej trójki dzieli nas odległość 300 metrów. Przede mną około sto metrów leci Okrzeja. Przymierzam się do prawego Dorniera z ostatniego klucza. Widzę czarne krzyże na kadłubie i skrzydłach. Pchor. Nowakowski, w obawie przed ostrzelaniem przez niemieckich lotników zbyt nisko otworzył spadochron i doznał poważnej kontuzji kręgosłupa; został umieszczony w szpitalu. Zestrzelenie przyznano kpt. Opulskiemu. Z odległości około 200 metrów Niemcy otwierają ogień. Nie przerywamy ataku i zbliżając się do bombowców nieustannie prażymy z karabinów maszynowych. Zwarty szyk Niemców zaczyna się powoli rozluźniać. Jeszcze chwila, a rozbijemy szyk i „zaopiekujemy” się pojedynczymi bombowcami. Niestety, w tym momencie dostaje samolot Okrzei. Spod obudowy silnika wydobywa się gęsty dym, jednocześnie obrywa się prawe skrzydło, a samolot zwala się w korkociąg i leci ku ziemi. Domyślam się, że Okrzeja został trafiony. Czy aby nie śmiertelnie? Może ujrzę rozwijający się spadochron? Krzyczę w mikrofon: – Stefan, skacz! Skacz! Na moment zapominam o bombowcach i przyglądam się ziemi. Nadzieja na skok Okrzei coraz mniejsza, aż wreszcie gaśnie. Płonący samolot spada na pole w pobliżu szosy [...].

Od świtu 6 września 112 eskadra broniła Okęcia i przyległych wytwórni płatowców i silników.
W tym dniu uczestniczyły w akcji bojowej tylko 3 klucze III/1 dywizjonu. Pozostałe samoloty były uziemione. Znajdowały się w naprawach lub nie nadawały się już do walki. Zestrzelono 1 Me-110, 3 Ju-87 i Do-17, stracono jedną P-11. Pilot – st. szer. Nowak uratował się przy pomocy spadochronu i powrócił wieczorem do eskadry. Po południu klucz w składzie por. Łapkowski, pchor. Marciniak i st. szer. Wieraszka, uczestniczył w „wymiataniu” na obszarze Kutno–Koło–Konin. Klucz współdziałał z kluczem wystawionym przez 114 eskadrę myśliwską, a dowodzonym przez ppor. pil. Tadeusza Sawicza. W akcji tej klucz por. Łapkowskiego zniszczył 1 Heinkla 111 bez strat własnych. W tym dniu eskadra otrzymała rozkaz odejścia z kierunku warszawskiego w rejon Lublina.
7 września samoloty odleciały na lotnisko Kierz. W Zaborowie pozostali oficerowie Łokuciewski i Strzembosz z zadaniem  rozpoznania kierunków Warszawa–Kielce–Piotrków Trybunalski i Warszawa–Piotrków–Radomsko. Po wykonaniu zadania obaj piloci następnego dnia wylądowali w Kierzu. 8 września klucze eskadry patrolowały rejon Lublina. Brak paliwa oraz sieci obserwacyjno-meldunkowej uniemożliwiał jednak skuteczną działalność. Przedwczesne oderwanie Brygady Pościgowej od obrony stolicy i pozostałych jednostek myśliwskich z lotnictw armijnych spowodowało nie tylko straty operacyjne, ale też powstanie dużych problemów logistycznych.
9 września pod Lublinem por. Łapkowski zestrzelił jednego He-111, ale osaczony przez Messerschmitty lądował na postrzelanej maszynie w pobliżu Wisły. W tym czasie inne samoloty i rzut naziemny szukały paliwa na pobliskich węzłach kolejowych. Rano 10 września eskadra odleciała do Ostrożca pod Łuck. Brak koordynacji spowodował, że następnego dnia powróciła pod Lublin do Łuszczowa. Stąd eskadra rozpoznawała na rubieży Wisły od Garwolina po Sandomierz. Po południu pchor. Polek zderzył się z górą. Samolot spłonął, ale pilot szczęśliwie ocalał.
13 września III/1 dywizjon przesunął się na lotnisko Strzelce koło Hrubieszowa. Przy lądowaniu ppor. Łokuciewski uszkodził samolot należący do 111 eskadry myśliwskiej. Następnego dnia pod wieczór nastąpiło przegrupowanie do Werby koło Włodzimierza Wołyńskiego i dalej na lotnisko Denysów w okolice Brzeżan. W Denysowie, bez paliwa i amunicji, lotnicy oczekiwali na zakończenie reorganizacji Brygady Pościgowej i na przyjazd rzutów kołowych, zagubionych na drogach ustawicznymi zmianami lotnisk.
16 września por. Łapkowski rozpoznawał rejon na południowy zachód od Lwowa. Następnego dnia por. Łapkowski i ppor. Łokuciewski ustalili kierunki marszu kolumn zmotoryzowanych. W czasie prowadzenia rozpoznania samolot por. Łapkowskiego został postrzelany przez oddziały własne. 17 września o 16.00 wydany został rozkaz odlotu do Rumunii. Tylko jeden samolot eskadry pilotowany przez por. Łapkowskiego wylądował w Czerniowcach. Rzut kołowy przekroczył granicę polsko-rumuńską w Śniatyniu w dniu następnym.
| Zestrzelenia                               | Zestrzelenia                       | Zestrzelenia                | Zestrzelenia                |
| ------------------------------------------ | ---------------------------------- | --------------------------- | --------------------------- |
|                                            | Pewne                              | Prawdopodobne               | Uszkodzenia                 |
| 9⅛                                         |                                    | 3                           |                             |
| Straty eskadry                             |                                    |                             |                             |
| Polegli                                    | por. Stefan Okrzeja                | por. Stefan Okrzeja         | por. Stefan Okrzeja         |
| Ranni                                      | pchor. Władysław Nowakowski        | pchor. Władysław Nowakowski | pchor. Władysław Nowakowski |
| Samoloty                                   |                                    |                             |                             |
| Stan                                       | Uzupełnienie                       | Zniszczone                  | Ewakuacja                   |
| 6 P-11c i 4 P-11a                          | 1                                  | 10                          | 1                           |
| Zwycięstwa pilotów 112 em we wrześniu 1939 |                                    |                             |                             |
| Data                                       | Stopień, imię i nazwisko           | Stopień, imię i nazwisko    | Zestrzelenia                |
| 1 września                                 | ppor. pil. Jan Daszewski           | ppor. pil. Jan Daszewski    | 1 Ju 87                     |
| 1 września                                 | por. pil. Stefan Okrzeja           | por. pil. Stefan Okrzeja    | 1 Ju 86                     |
| 1 września                                 | por. pil. Stefan Okrzeja           | por. pil. Stefan Okrzeja    | 1 Do 17                     |
| 6 września                                 | kpt. pil. Tadeusz Opulski          | kpt. pil. Tadeusz Opulski   | 1 Ju 87                     |
| 6 września                                 | por. pil. Wacław Łapkowski         | por. pil. Wacław Łapkowski  | 1 He 111                    |
| 6 września                                 | ppor. pil. Janusz Marciniak        |                             | 1 He 111                    |
| 6 września                                 | st. szer. pil. Władysław Wieraszka |                             | 1 He 111                    |
| 9 września                                 | por. Wacław Łapkowski              | por. Wacław Łapkowski       | 1 He 111                    |

## Żołnierze eskadry
| Stopień, imię i nazwisko              | Okres pełnienia służby             |
| ------------------------------------- | ---------------------------------- |
| kpt. pil. Krawiec-Iwanowski           | od IX 1919                         |
| por. pil. Stanisław Gogoliński        | V – † 24 VI 1920                   |
| por. obs. Edward Karaś                | od VI 1920                         |
| por. pil. Juliusz Gilewicz            |                                    |
| kpt. pil. Józef Krzyczkowski          | od V 1921                          |
| kpt. pil. Wiktor Ryl                  | 1924 – I 1925                      |
| kpt. pil. Józef Krzyczkowski          | I – III 1925                       |
| kpt. pil. Jerzy Wieniawa-Długoszowski | III – VI 1925                      |
| por. pil. Leon Berski                 | VI 1925 – I 1927                   |
| kpt. pil. Jerzy Wieniawa-Długoszowski | I 1927 – VIII 1928                 |
| kpt. pil. Wiktor Ryl                  | 1 IX 1928 – I 1930                 |
| kpt. pil. Kazimierz Kuzian            | wz. od 1 II 1930 dca od 17 IV 1931 |
| por. pil. Paweł Kaczmarczyk           | p.o. 25 IV – 28 VI 1932            |
| por. pil. Adam Kowalczyk              | wz. VI 1933                        |
| por. pil. Stanisław Pietraszkiewicz   | 2 VI 1934 – 4 XI 1937              |
| por. pil. Paweł Kaczmarczyk           | p.o. 1 II 1931 – 31 V 1935         |
| por. pil. Adam Kowalczyk              | p.o. od 22 VIII 1936               |
| por. pil. Walerian Żak                | p.o. od 8 – 15 IX 1937             |
| kpt. pil. Tadeusz Opulski             | 4 XI 1937 – IX 1939                |

| Dowództwo eskadry | Dowództwo eskadry |
| Stanowisko | Stopień imię i nazwisko |
| --- | --- |
| dowódca eskadry | kpt. pil. Tadeusz Opulski |
| zastępca dowódcy | por. pil. Stefan Okrzeja |
| oficer techniczny | ppor. techn. Jerzy Kalinecki |
| szef mechaników | st. majster wojsk. Karol Blachuta |
| szef administracyjny | sierż. Ludwig Łata |
| Personel techniczny i piloci | |
| Personel techniczny | Piloci |
| sierż. Julian Nowicki sierż. Franciszek Wrocławski plut. pil. Jan Busko plut. Ryszard Frycze plut. Kazimierz Moczulski plut. Schuszler plut. Wacław Wasiński plut. Wojłasiewicz kpr. Antoni Bartczak kpr. Aleksy Dłubek kpr. Jerczak kpr. Jan Leszczyński kpr. Bogdan Lipski kpr. Mikołajczyk kpr. Józef Ogiński kpr. Edward Piątkowski kpr. Henryk Pikulski kpr. Jan Wójcik | por. Wacław Łapkowski ppor. Jan Daszewski ppor. Witold Łokuciewski ppor. Wiktor Strzembosz pchor. Janusz Marciniak pchor. Władysław Nowakowski pchor. Antoni Polek plut. Karol Krawczyński plut. Ludwik Lech kpr. Bernard Ryszard Górecki kpr. Jan Musiał st. szer. Piotr Paweł Gallus st. szer. Leon Nowak st. szer. Zygmunt Rozworski st. szer. Władysław Wieraszka |

| Nazwy jednostki i daty sformowania, przeformowań i rozformowania | Nazwy jednostki i daty sformowania, przeformowań i rozformowania | Nazwy jednostki i daty sformowania, przeformowań i rozformowania | Nazwy jednostki i daty sformowania, przeformowań i rozformowania | Nazwy jednostki i daty sformowania, przeformowań i rozformowania | Nazwy jednostki i daty sformowania, przeformowań i rozformowania | Nazwy jednostki i daty sformowania, przeformowań i rozformowania | Nazwy jednostki i daty sformowania, przeformowań i rozformowania | Nazwy jednostki i daty sformowania, przeformowań i rozformowania | Nazwy jednostki i daty sformowania, przeformowań i rozformowania | Nazwy jednostki i daty sformowania, przeformowań i rozformowania |
| ---------------------------------------------------------------- | ---------------------------------------------------------------- | ---------------------------------------------------------------- | ---------------------------------------------------------------- | ---------------------------------------------------------------- | ---------------------------------------------------------------- | ---------------------------------------------------------------- | ---------------------------------------------------------------- | ---------------------------------------------------------------- | ---------------------------------------------------------------- | ---------------------------------------------------------------- |
| 1919                                                             | 580 eskadra Salmsonów                                            | 1920                                                             | 18 eskadra wywiadowcza                                           | 1921                                                             | 18 eskadra myśliwska                                             | 1925                                                             | 122 eskadra myśliwska                                            | VIII 1928                                                        | 112 eskadra myśliwska                                            | IX 1939                                                          |
| 1919                                                             | 162 eskadra myśliwska                                            | 1920                                                             | 19 eskadra myśliwska                                             | 1921                                                             | 18 eskadra myśliwska                                             | 1925                                                             | 122 eskadra myśliwska                                            | VIII 1928                                                        | 112 eskadra myśliwska                                            | IX 1939                                                          |

## Samoloty eskadry
Przybyła z Francji 580 eskadra uzbrojona była w samoloty typu Salmson 2A2, a wyposażenie 162 eskadry myśliwskiej stanowiły samoloty Spad S.VII. Latem 19 eskadra myśliwska przezbrojona została w samoloty Spad S.XIII. Pod koniec 1923 zreorganizowanej eskadrze przydzielono jej samoloty Ansaldo A.1 Balilla. Od jesieni 1926  rozpoczęto wycofywanie z eskadry „Balilli” i przezbrajanie w samoloty Spad 61 C1. W końcu roku podjęto w eskadrze wymianę niebezpiecznych Spadów 61 na samoloty Spad 51. W pierwszym kwartale 1933 eskadra wymieniła posiadane Spady i Wilbault na samoloty PZL P-7. Jesienią 1935 eskadra zaczęła otrzymywać sukcesywnie samoloty PZL P-11a, a pod koniec roku jednostka otrzymała pierwsze samoloty PZL P.11c. W kampanii wrześniowej eskadra dysponowała sześcioma samolotami PZL P.11c i czterema PZL P.11a. 

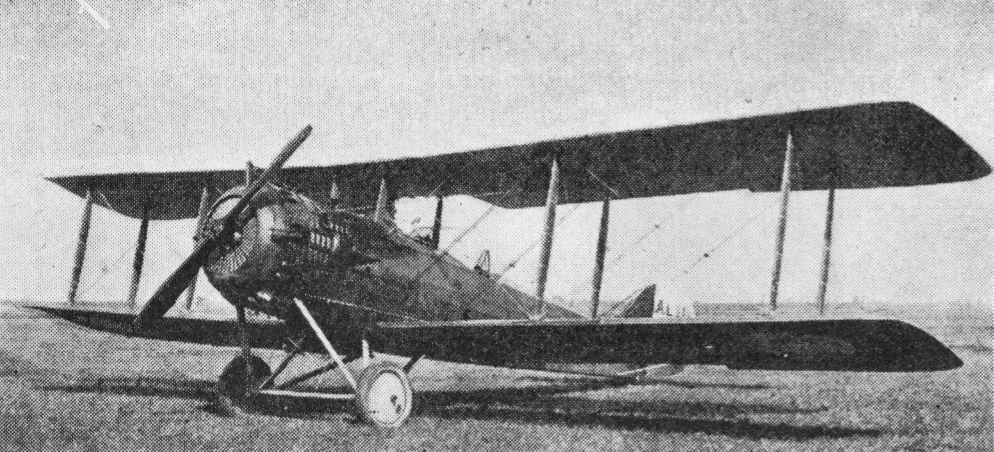
Salmson 2
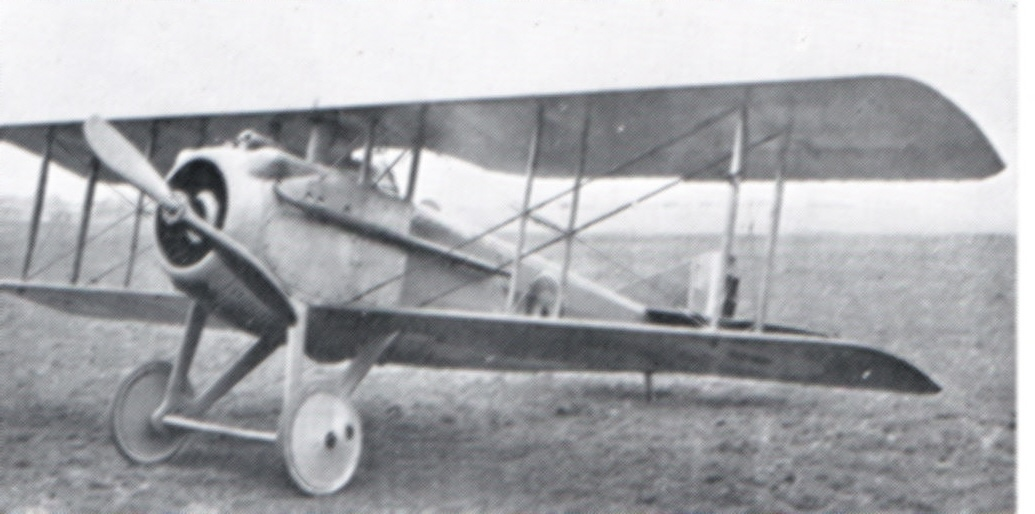
SPAD VII
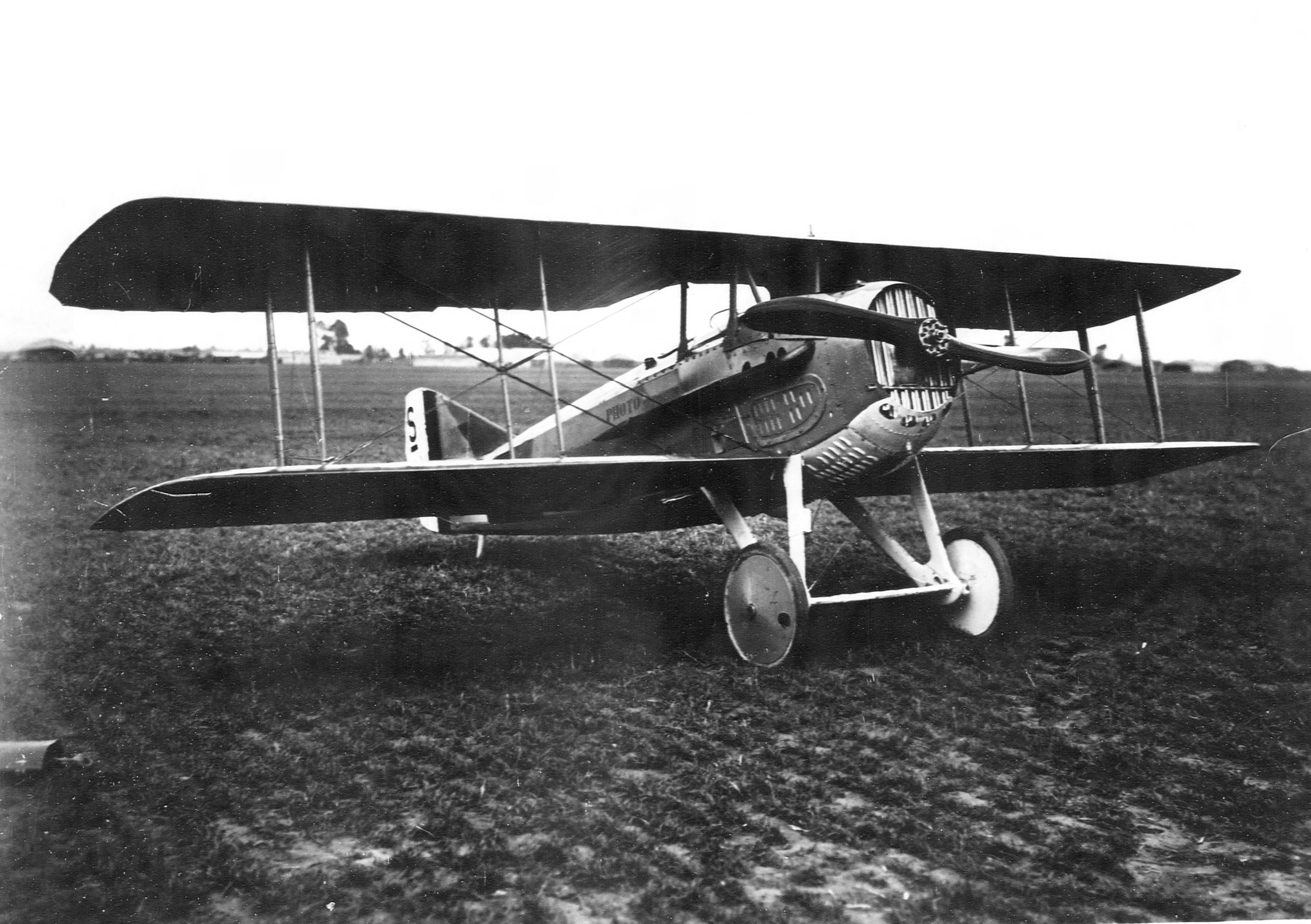
SPAD S.XIII ( IX 1920 – )
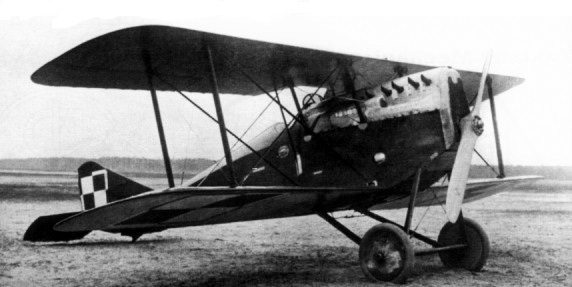
Ansaldo A.1 Balilla ( 1923 – 1926)
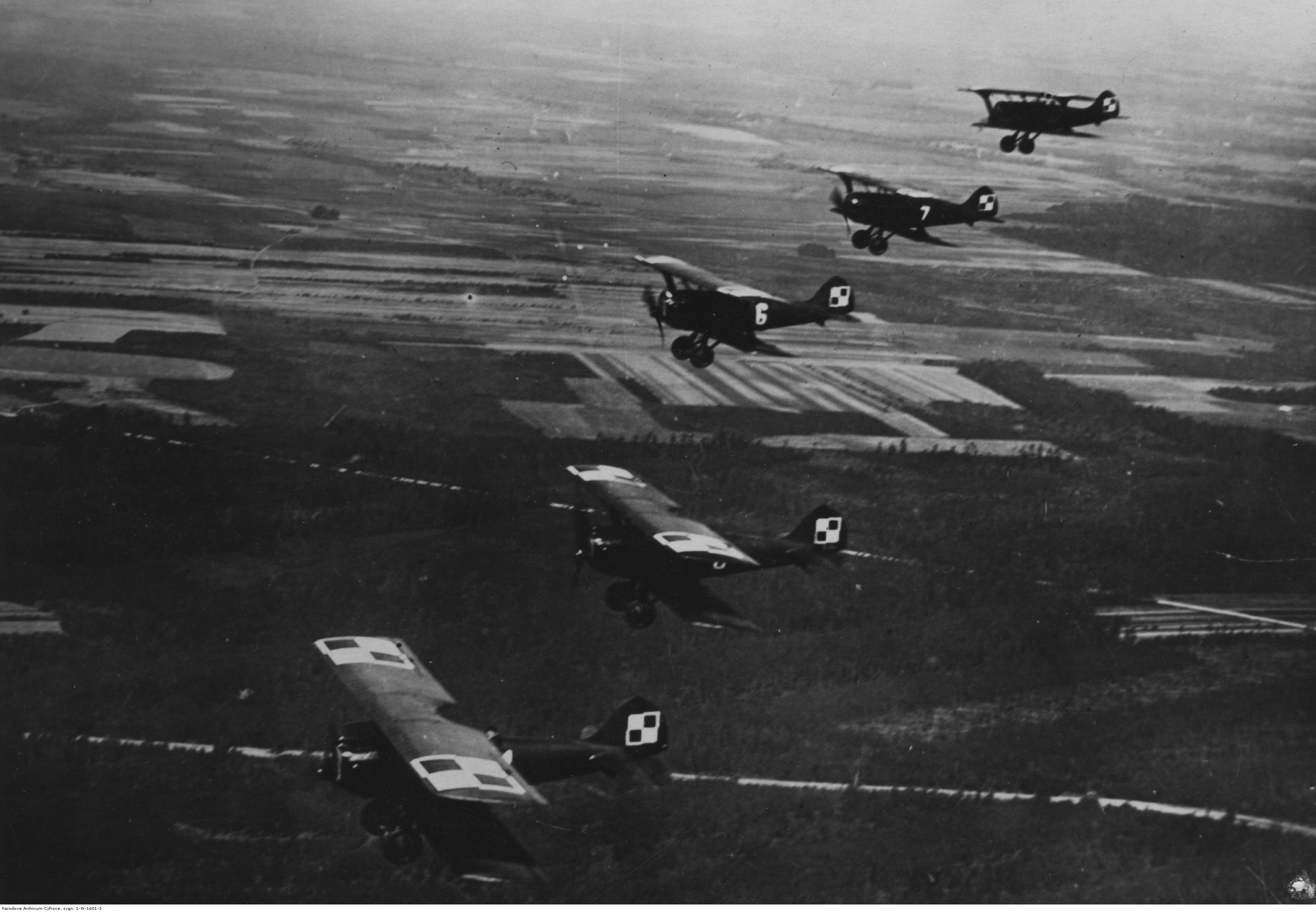
Blériot-SPAD S.61 ( 1926 – 1927)
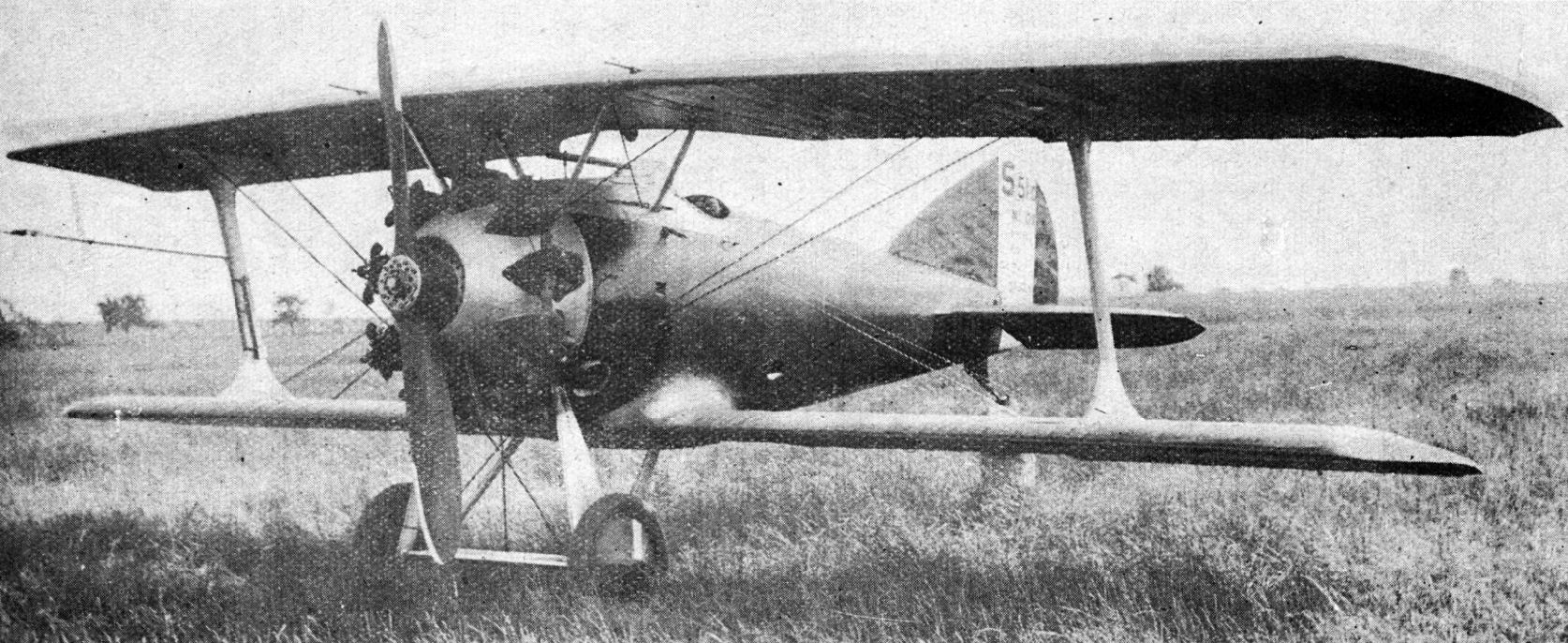
Blériot-SPAD S.51 ( 1927 – 1933)
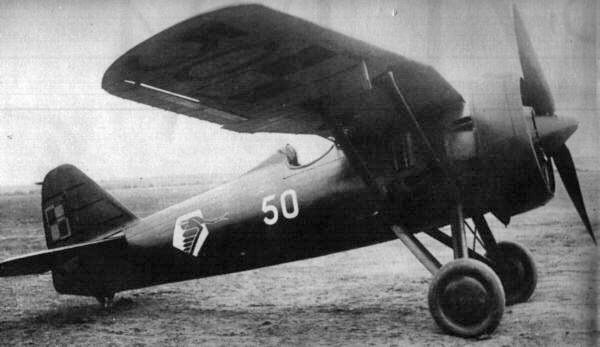
PZL P.7 a (1933– 1936)
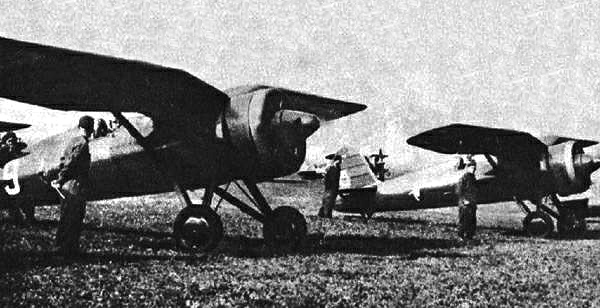
PZL P.11 (1935 – 1939)

## Upamiętnienie
- Tradycje 112 eskadry myśliwskiej okresu II Rzeczypospolitej w Polskich Siłach Zbrojnych kultywował stacjonujący w Wielkiej Brytanii 315 dywizjon myśliwski.

## Wypadki lotnicze
W okresie funkcjonowania eskadry miały miejsce następujące wypadki lotnicze zakończone obrażeniami lub śmiercią pilota:
- 24 czerwca 1920 podczas przelotu na lotnisko Duniłowicze zginął por. pil. Stanisław Gogoliński.
- 7 lutego 1922 podczas lotu służbowego zginął por. pil. Eugeniusz Tromszczyński.
- 13 czerwca 1927 st. sierż. pil. Piotr Korecki podczas przelotu z Poznania do Warszawy musiał lądować koło Szamotuł, ponieważ samolot uległ awarii. Lądując w polu samolot skapotował, a następnie zapalił się. Właściciel pola Pan A. Panuwitz uratował poparzonego pilota. Samolot spłonął na skutek wybuchu benzyny, natomiast Piotr Korecki 27 czerwca zmarł w szpitalu.
- 5 września 1927 podczas lotu służbowego lecąc samolotem Spad zginął por. pil. Leon Berski.
- 19 września 1929 zginął por. pil. Stanisław Grzybowski  zderzając się z innym samolotem podczas manewrów, które odbywały się w rejonie Dęblina.
- 11 maja 1931 podczas lotu ćwiczebnego zginął wieloletni pilot i dowódca eskadry mjr pil. Jerzy Wieniawa-Długoszowski.
- 15 czerwca 1931 zginął ppor. pil. Leonard Tymiński na samolocie Blériot-SPAD S.51, który miał dostarczyć do 1 pułku lotniczego.
- 16 marca 1932 podczas lotu służbowego zginął chor. pil. Bolesław Szurlej.
- 23 kwietnia 1934 zginął kpr. pil. Leonard Haber podczas ćwiczeń grupowych, zderzając się z samolotem 114 eskadry.